# 中国驻北马其顿大使馆
中华人民共和国驻北马其顿共和国大使馆，简称中国驻北马其顿大使馆，是中华人民共和国驻北马其顿的外交代表机构，位于斯科普里市莱尔蒙托瓦大街2号（Street Lermontova, NO.2, 1000, Skopje）。

## 机构设置
中国驻北马其顿大使馆设置下列机构：
- 经商处
- 领事部